# Ruski čevelj
Rúski čévelj (rusko фут) je stara ruska enota za dolžino in odgovarja angleškemu imperialnemu čevlju, 1/7 ruskega sežnja ali 0,304800 m.